# Nature Physics
Nature Physics, es una revista científica mensual revisada por pares publicada por Nature Research. Se publicó por primera vez en octubre de 2005 (volumen 1, número 1). El editor jefe es Andrea Taroni, que es un editor profesional de tiempo completo empleado por esta revista.
El editor en jefe actual (2022) es David Abergel (Nordita).
Los formatos de publicación incluyen cartas, artículos, reseñas, noticias y opiniones, aspectos destacados de la investigación, comentarios, reseñas de libros y correspondencia.

## Alcance
Nature Physics publica investigación pura y aplicada de todas las áreas de la física. Las áreas temáticas cubiertas por la revista incluyen mecánica cuántica, física de materia condensada, óptica, termodinámica, física de partículas y biofísica.

## Resumen e indexación
Nature Physics está indexado en las siguientes bases de datos:
- Chemical Abstracts Service – CASSI
- Science Citation Index
- Science Citation Index Expanded
- Current Contents – Physical, Chemical & Earth Sciences (Ciencias Físicas, Químicas y de la Tierra)